# Nicolas Ker
Pour les articles homonymes, voir Ker.
Nicolas Ker est un chanteur et acteur français, né le 19 novembre 1970 à Phnom Penh et mort le 17 mai 2021 à Paris. Il était notamment le chanteur du groupe rock Poni Hoax.

## Biographie
Nicolas Narayanak Langlois naît d'un père français et d'une mère issue de l'aristocratie cambodgienne. Il grandit entre le Cambodge, l’Égypte, la Turquie ou La Réunion et arrive en France métropolitaine à 16 ans.

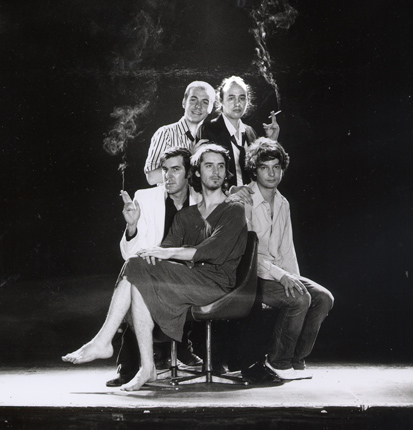
Les membres du groupe Poni Hoax en 2011.

Durant sa carrière, il chante pour les groupes Poni Hoax (formé en 2001), Aladdin et Paris.
Il fait partie de la distribution artistique du film Alien Crystal Palace, réalisé par Arielle Dombasle, tourné en 2017 et sorti en 2018, né de la collaboration entre Arielle Dombasle et Nicolas Ker pour l'album La Rivière Atlantique. Il aide aussi à la composition de la musique des films Peshmerga (2016), La Bataille de Mossoul (2017) et Une Autre Idée du Monde (2021).
Il meurt le 17 mai 2021 dans le 18e arrondissement de Paris, à 50 ans. La cause de sa mort n'est pas précisée,. Il est inhumé au cimetière du Père-Lachaise (division 86).

## Discographie
- 1997 : Hollywood
- 2006 : Lost in Movies (Diplomatic Shit)
- 2016 : Les Faubourgs de l'exil
- 2017 : La Rivière Atlantique (avec Arielle Dombasle)
- 2020 : Empire (avec Arielle Dombasle)

## Filmographie
- 2018 : Alien Crystal Palace d'Arielle Dombasle
- 2021 : The 7 Vices de Gabriel Otero